# Bramans
Bramans era una comuna francesa situada en el departamento de Saboya, de la región de Auvernia-Ródano-Alpes, que el 1 de enero de 2017 pasó a ser una comuna delegada de la comuna nueva de Val-Cenis al fusionarse con las comunas de Lanslebourg-Mont-Cenis, Lanslevillard, Sollières-Sardières y Termignon.

## Demografía
| Gráfica de evolución demográfica de Bramans entre 1800 y 2014 |
|                                                               |

Los datos demográficos contemplados en este gráfico de la comuna de Bramans, se han cogido de 1800 a 1999 de la página francesa EHESS/Cassini, y los demás datos de la página del INSEE.